# Фильмотека
Фильмоте́ка (от англ. film — плёнка и греч. θήκη — хранилище; по аналогии с библиотекой) — отдел киносъёмочной или кинопрокатной компании или организации, а также специальное учреждение, предназначенное для сбора и хранения фильмов и связанных с ними материалов (негативы, позитивы, фонограммы и т. д.), а также имеющей к ним отношение документации (раскадровки, монтажные листы, сценарии, критические и аналитические публикации, фотографии и т. д.). Фильмотеками также называется частное домашние собрание фильмов и сериалов.
В период, когда единственной формой хранения фильмов была плёнка, обязанностью фильмотек была систематизация, реставрация и сохранение кинопроизведений. Плёнки, находящиеся в распоряжении фильмотек, проходили специальную сохраняющую обработку (как минимум дезинфекцию и дезинсекцию) для предохранения от порчи, и размещались в специальных фильмохранилищах. Для хранения таких материалов в фильмохранилищах поддерживались специальный температурный режим и влажность воздуха. Фильмотеки также осуществляли резервное копирование плёнок, которым могло грозить разрушение или порча. Некоторые фильмотеки осуществляли копирование плёнок по заказу.
Крупнейшие фильмотеки совмещают функцию хранения фильмов с научной и просветительской работой, выполняя функции исследовательских институтов. Многие фильмотеки являются членами Международной федерации киноархивов (ФИАФ), целью которой является международный обмен значительными произведениями киноискусства.
С появлением и широким распространением электронных носителей, фильмотеки начали перенос своих фондов в цифровую форму, которая позволяет гораздо более простую технологию копирования и тиражирования фильмов. Специальные программы для компьютера, например All My Movies, могут использоваться для удобной каталогизации фильмотеки.
Крупнейшие фильмотеки:
- Госфильмофонд России;
- Французская синематека;
- Японская синематека;
- Национальный киноархив Британского института кино;
- Кинобиблиотека музея современного искусства США.